# Frances Perry
Pour les articles homonymes, voir Perry.
Frances Mary Perry (1907-1993) est une horticultrice, directrice de collège et chroniqueuse de jardinage britannique. Elle est membre du comité de la Royal Horticultural Society et autrice d'une vingtaine d'ouvrages sur le jardinage.

## Biographie
Frances Everett naît à Bulls Cross, Enfield, fille de Richard Albert Everett, plombier, et de son épouse Isabel Kate née Hewitt. Le président de la Royal Horticultural Society, Edward Augustus Bowless, est le voisin de sa famille et encourage ses premières expériences d'herboriste. Elle fait ses études à la Enfield County School et au Swanley Horticultural College, un collège pour femmes qui renommé Wye College est maintenant rattaché à l'université de Londres. Elle travaille pour la Hardy Plant Farm, et épouse en 1930 le fils du propriétaire, Gerald Perry. Le couple a deux fils. Elle publie Water Gardening.
De 1943 à 1953, elle est conseillère en horticulture au conseil du comté de Middlesex et plus tard principale organisatrice de l'enseignement agricole et horticole dans le Middlesex. En 1953, elle est nommée directrice du Norwood Hall College pour l'éducation des adultes, poste qu'elle a occupé jusqu'à sa retraite, en 1967.
En 1968, elle est élue au conseil de la Royal Horticultural Society, première femme élue à cette fonction. Cette élection vient à la suite d'articles du Times, regrettant l'absence de femmes au conseil de la RHS, aussi, lorsque son nom est proposé, elle déclare : « If you want me because I am a woman, the answer is no, but if you want me because of anything I have done in horticulture, the answer is yes ». Elle est ensuite élue vice-présidente, en 1978.
Elle tient une chronique sur le jardinage dans The Observer pendant une vingtaine d'années. Elle a contribué à l'émission de radio de la BBC, Home Grown, présentée par Roy Hay et Fred Streeter le dimanche, devenant ainsi l'une des premières personnalités du jardinage à la télévision.
Son mari meurt en 1964. Elle se remarie avec le jardinier Roy Hay en 1977. Elle vit à Enfield, jusqu'à la mort de son second mari, puis alors que sa santé décline, elle vit dans la famille de son fils à Lustleigh, où elle meurt le 11 octobre 1993.

## Honneurs et distinctions
- 1962 : membre de l'Empire britannique (MBE)
- 1964 : médaille commémorative Veitch de RHS
- 1971 : médaille Victoria de l'honneur
- 1973 : médaille Sara Frances Chapman du Garden Club of America
- Prix Hall of Fame de l'International Water Lily Society

## Publications
- Herbaceous Borders (1949)
- Colour in the Garden (1951)
- The Woman Gardener (1955)
- Collins Guide to Border Plants (1957)
- Flowering Bulbs, Corms and Tubers (1966)
- Flowers of the World (avec la RHS) (1972)
- Beautiful Leaved Plants
- Tropical and Sub-tropical Plants (with Roy Hay)
- The Water Garden  (ISBN 0-442-28259-1)
- The Good Gardener's Guide
- The Garden Pool  (ISBN 0-7153-5393-4)
- Gardening in Colour (1972)
- Complete Book of House Plants and Indoor Gardening  (ISBN 0-7064-0538-2)
- Beautiful Leaved Plants  (ISBN 0-87923-316-8)
- The Observer Book of Gardening  (ISBN 0-283-98780-4)
- The Complete Book of Gardening (with Michael Wright, John E. Elsley and Lizzie Boyd)  (ISBN 0-7181-1555-4)
- Macdonald Encyclopaedia of Plants and Flowers  (ISBN 0-354-04458-3)
- Grown for Their Leaves  (ISBN 0-85967-661-7)
- Beautiful Leaved Plants (1979)  (ISBN 0-85967-406-1)
- Cacti And Succulents (1979)  (ISBN 0-7054-0566-4)
- Australian Sketches (1984)